# Cerqueto
Cerqueto est une frazione de la commune de Marsciano dans la province de Pérouse de la région de l'Ombrie en Italie.

## Géographie
Le hameau qui comptait une population de 576 habitantsse situe le long de la strada statale  « marscianese della collina » reliant Marsciano à Pérouse, parcourant les crêtes des collines occidentales de la moyenne Valtiberina, ligne de partage des eaux avec la vallée de la rivière Nestore.

## Histoire
L'origine du hameau remonterait au XIIe siècle; le toponyme « Cerquetum » pourrait dériver du terme dialectal « cerqua », Chêne, à cause de la présence dans ces lieux d'un dense bois (pratiquement disparu aujourd'hui) ou encore du lati « circus », à cause de la forme circulaire de son premier édifice: un château.
Entre le XVe et le XVIe siècle le pays a été souvent dévasté par les armées impériales de passage et par les luttes intestines des Baglioni pour le contrôle de Pérouse.

## Personnages liés au hameau
- Bienheureux Giacomo da Cerqueto, mort en 1366.
- Monseigneur Giulio Cicioni (1844-1923), fondateur du Musée d'histoire naturelle de l'archeveché de Pérouse.
- Le père Mariangelo da Cerqueto, dit « Frate indovino », d'où le nom du célèbre calendrier.

## Économie et manifestations
La renommée du hameau provient surtout du nom de « Frate Indovino », qui a contribué à la notoriété des lieux.
La position collinaire est propice au développement de l'agriculture et de la viticulture.

## Sites particuliers
- église Santa Maria Assunta (1163).
  - Depuis 1956) l'église conserve la dépouille du bienheureux Giacomo da Cerqueto
  - Deux œuvres d'art:Saint Sébastien entre les saints Roch et Pierre (1478) du Pérugin, et la Crucifixion (1515) de Tiberio d'Assisi.
- Edicola de Santa Lucia (XVe siècle), représentant La Vierge et l'Enfant avec les saints Lucie et Roch. L'attribution de l'œuvre est débattue entre Tiberio d’Assisi et un élève du Pérugin (peut-être le jeune Raphaël[2]).

## Sources
- (it) Cet article est partiellement ou en totalité issu de l’article de Wikipédia en italien intitulé « Cerqueto » (voir la liste des auteurs).